# Continentaal fragment
Een continentaal fragment is een klein stuk continentale korst dat grotendeels van een continent gescheiden is, maar er nog deels aan vast zit. Madagaskar en Socotra zijn continentale fragmenten die (gedeeltelijk) boven water liggen, maar er zijn er ook die volledig of nagenoeg volledig onder water liggen, zoals de Bollons Seamount en het Rockallplateau. Als een klein stuk continentale korst geheel los ligt van een continent, heet het een microcontinent.
Continentale fragmenten (en microcontinenten) ontstaan bijvoorbeeld door het verspringen van de locatie van een divergente plaatgrens. De inactief geworden oude locatie wordt dan een aulacogen. Ook bij convergente plaatbeweging kunnen continentale fragmenten afbreken, bijvoorbeeld door het ontstaan van een achterboogbekken.